# Статуя Будды в Уси
Статуя Будды в Уси — бронзовая статуя Будды, Высота - 88 метров. Расположена на холме Линшань, около города Уси, КНР. Статуя сделана из бронзы. Изображает Будду Гаутама. Постройка статуи длилась 3 года с 1994 г. по 1997 г. Правой рукой она указывает на небо, изображая "мудру бесстрашия", которая дает людям быть храбрыми и спокойными, а вторая рука на землю, показывает "варада мудру" тем самым благословляя людей безопасностью и счастьем. Внутри пьедестала так же есть трехэтажный музей. Деньги на это сооружение собирали все горожане и даже пожертвование сдавали люди из других районов Китая. Кроме того имеются подземные этажи с ними ее длина 101,5 метров. Собственная высота статуи - 88 метров. Возводить статую пришлось кусками. Блоки из бронзы ставили на постамент и потом сваривали между собой. Если измерить длину всех швов, то получится тридцать пять тысяч метров. Работа проводилась колоссальная. Никто не отказывал в помощи.
Протяженную ступенчатую конструкцию, представляющую собой путь, ведущий к колоссальной скульптуре, употребляется термин "вертикальная тропа", и она сформирована из 216 гранитных ступеней и 7 постоянных уровней. Во время восхождения, посетители имеют возможность осмотреть 7 величественных рельефных панно, эти композиции в камне рассказывают о происхождении Линшаньских гор, а также о создании гигантского изображения Будды. В буддистской традиции утверждается, что в жизни человека охватывают 108 разочарований и 108 надежд, и поэтому подъем по 216 ступеням символизирует символическое преодоление всего многообразия человеческих страстей.
Будда из Уси – самая крупная бронзовая фигура Будды во всем мире. В 2012 году статуя была очищена аппаратами высокого давления.

Копия руки Будды